# Musculus rectus capitis anterior

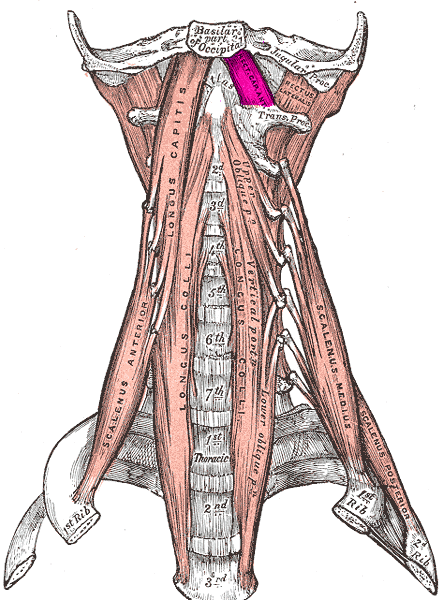

Musculus rectus capitis anterior är en muskel i halsen. Den sitter precis framför översta delen av ryggraden, och tillhör muskelgruppen "Prevertebrales" (Musklerna framför kotorna).
Rectus Capitis Anterior har sitt ena fäste på sidan av atlaskotan, den översta halskotan, och i andra ändan sitter den fast på undersidan av skallen, strax framför foramen magnum. Muskelns huvudsakliga funktion är att böja halsen framåt (nicka med huvudet). Den kan även böja halsen lite åt sidan.
Som träning för denna muskelgrupp kan nämnas:
- Flexion med motstånd
- Lejonträning
- Klockan